# Ludwig Aschoff
Karl Albert Ludwig Aschoff (10 januari  1866 – 24 juni 1942) was een Duitse arts en patholoog. Hij wordt gezien als een van de invloedrijkste pathologen van het begin van de 20e eeuw en als de belangrijkste Duitse patholoog na Rudolf Virchow.
Aschoff werd geboren in Berlijn. Hij studeerde geneeskunde aan de Universiteit van Bonn, de Universiteit van Straatsburg en de Universiteit van Würzburg. Na zijn habilitatie in 1894 werd hij in 1901 benoemd tot hoogleraar in de pathologie aan de Universiteit van Göttingen. Aschoff verruilde deze in 1903 voor de Philipps Universiteit in Marburg, waar hij de leiding kreeg over de afdeling pathologische anatomie. In 1906 werd hij hoogleraar aan de Universiteit van Freiburg, waaraan hij verbonden bleef tot aan zijn overlijden in 1942.
Aschoff was vooral geïnteresseerd in de pathologie en pathofysiologie van het hart. Hij ontdekte knobbels in het myocard die aanwezig waren bij Acuut reuma, de zogeheten lichaampjes van Aschoff. Aschoff trok studenten aan van over de hele wereld; onder hen Sunao Tawara. Met Tawara ontdekte Aschoff de atrioventriculaire knoop (AV-knoop of aschoff-tawaraknoop). Aschoff zelf reisde ook veel, naar Engeland, Canada, Japan en de Verenigde Staten. In de vroege 20e eeuw werden 23 van de 26 pathologische instituten in Japan geleid door studenten van Aschoff.
De populariteit van Aschoff in Japan had te maken met de grootschalige samenwerking tussen Japan en Duitsland in die tijd, die het gevolg was van Japans wens om zich te moderniseren en Westerse kennis eigen te maken. Vele Duitse geleerden doceerden destijds aan de Universiteiten in Japan.